# La Plata (Argentinien)
Nicht zu verwechseln mit Mar del Plata
La Plata ist die Hauptstadt der Provinz Buenos Aires, Argentinien. Sie liegt noch innerhalb des Ballungsraums der Landeshauptstadt Buenos Aires, dessen Zentrum etwa 60 Kilometer nordwestlich der Stadt liegt. La Plata ist mit 768.470 Einwohnern (Stand: 2022) eine der größeren Städte des Landes. Sie hat ein modernes Stadtbild und wurde streng symmetrisch angelegt, das Schachbrettmuster der Straßen wird durch Diagonalen ergänzt.

## Geschichte
La Plata wurde zwischen 1873 und 1884 von dem Architekten Pedro Benoit auf dem Reißbrett entworfen, um Provinzhauptstadt und Landeshauptstadt zu trennen. Buenos Aires wurde gleichzeitig in den Bundesdistrikt Distrito Federal umgewandelt und damit aus der Provinz ausgegliedert.
Im Jahr 1882 hatte die Stadt 7.000 Einwohner, darunter zahlreiche Italiener.
1952, nach dem Tode von Eva Perón, wurde die Stadt in „Ciudad Eva Perón“ umbenannt. Nach dem Staatsstreich gegen Präsident Juan Perón 1955 erhielt sie ihren alten Namen zurück.
Am 2. April 2013 kam es nach starkem Regen zu einer Überschwemmung mit mindestens 89 Todesopfern.

## Wirtschaft und Bildung
La Plata ist vor allem ein Sitz der Schwerindustrie. Ein weiterer wichtiger Wirtschaftszweig ist der Verwaltungsapparat der bei weitem bevölkerungsreichsten Provinz Argentiniens. La Plata besitzt eine angesehene staatliche Universität (Universidad Nacional de La Plata).

## Sehenswürdigkeiten

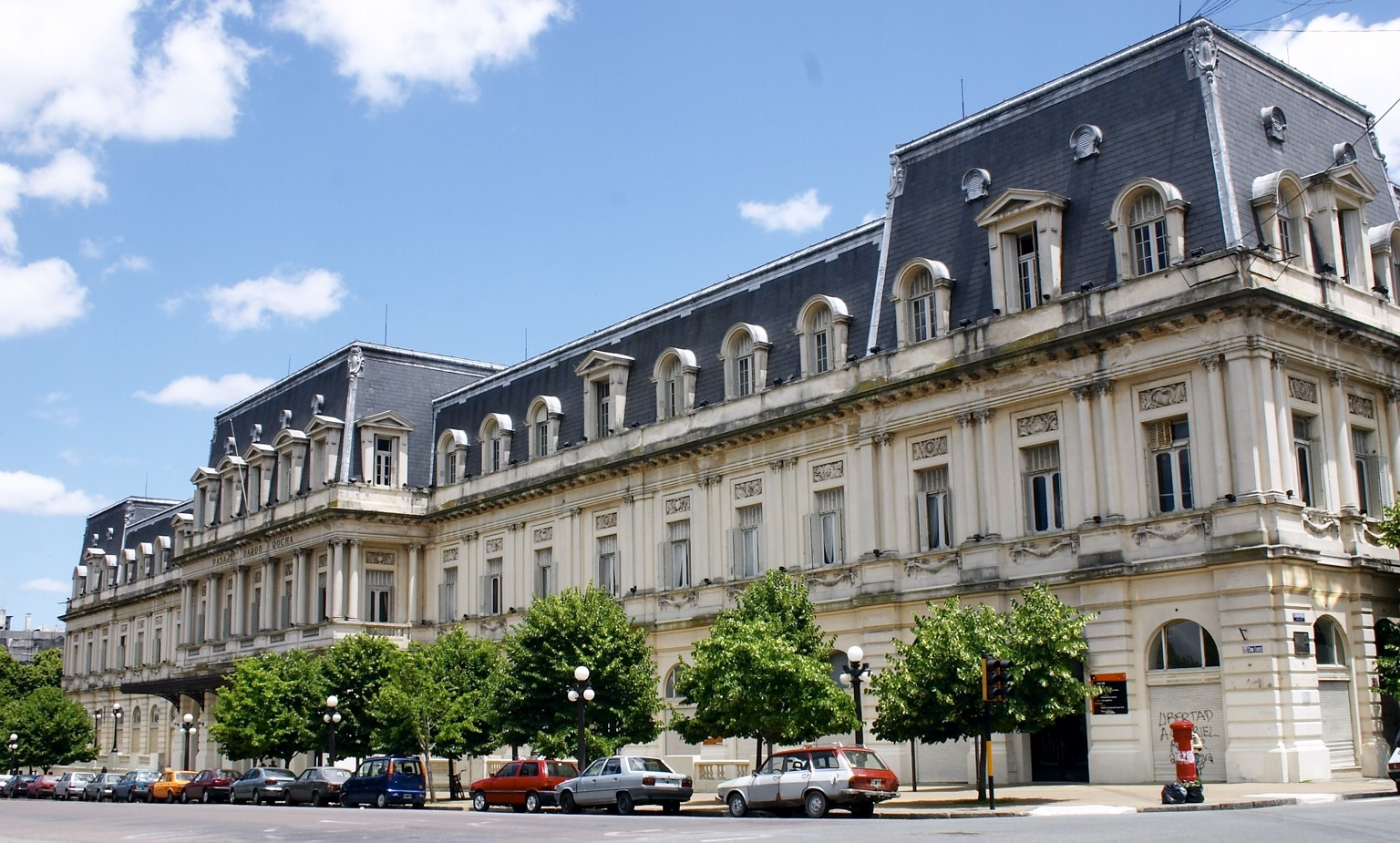
Pasaje Dardo Rocha im Zentrum von La Plata

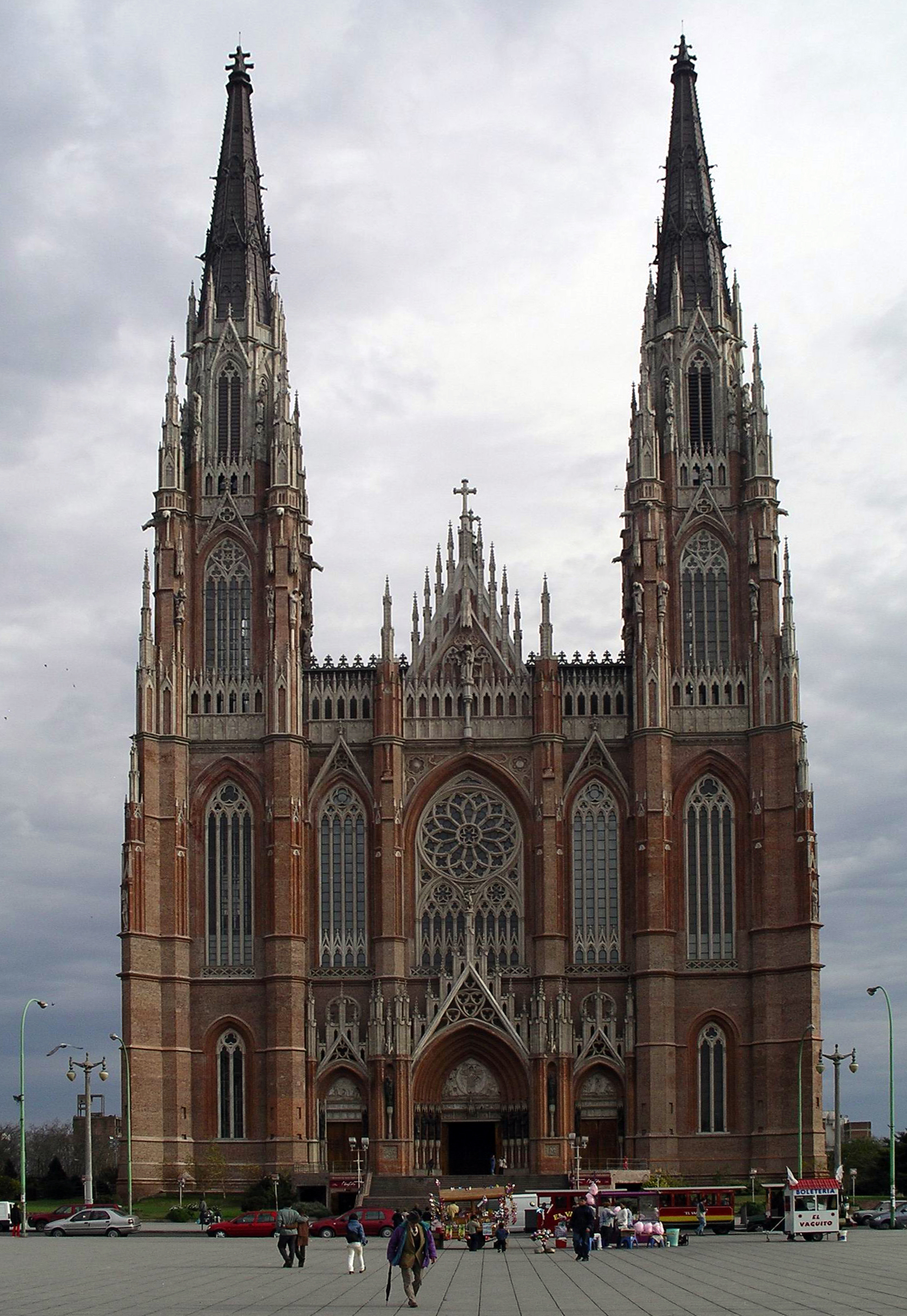
Kathedrale von La Plata

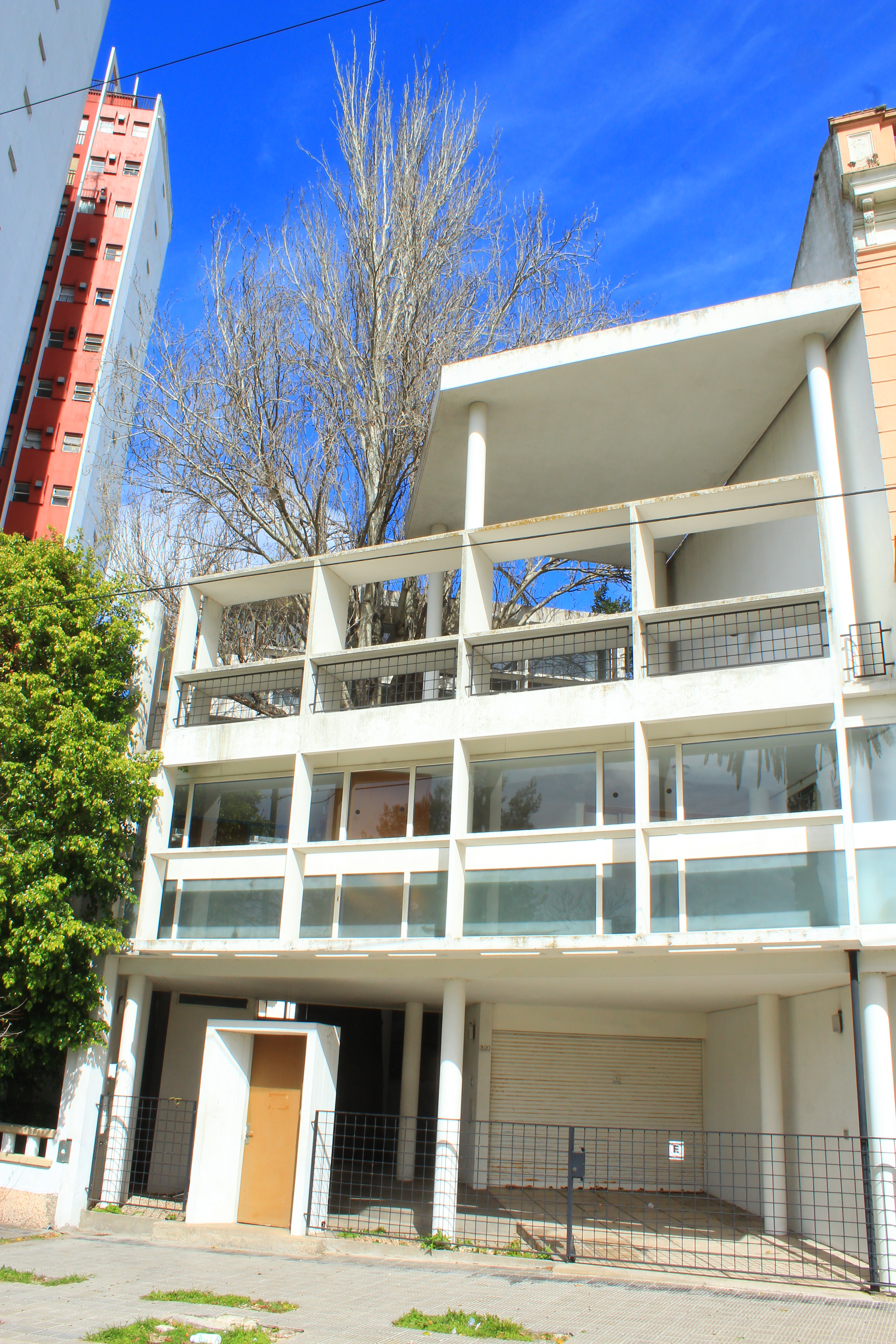
Casa Curutchet

Das Zentrum der Stadt bildet die Plaza Moreno mit dem Gründungsstein der Stadt sowie der von 1884 bis 1999 erbauten neogotischen Kathedrale von La Plata, die zu den größten Kirchen ganz Amerikas und den höchsten Kathedralen der Welt zählt. Die neobyzantinische Herz-Jesu-Basilika entstand Anfang des 20. Jahrhunderts.
Sehenswert sind des Weiteren das Rathaus (Palacio Municipal), die Casa Curutchet von Le Corbusier und das Naturkundemuseum (Museo de La Plata), das hauptsächlich Sammlungen der argentinischen Forscher Perito Moreno und Florentino Ameghino präsentiert.
Der Paseo del Bosque René Favaloro ist der Stadtpark von La Plata. Auf seinen 60 Hektar befinden sich unter anderem ein botanischer Garten, das Observatorio Astronómico de La Plata (Sternwarte) sowie Sportanlagen des Clubs Gimnasia y Esgrima La Plata. Der sich in dem Stadtpark befindliche zoologische Garten ist seit 2017 geschlossen und soll 2023 als BioPark wieder eröffnet werden.

## Sport
Wichtigste Fußballvereine der Stadt sind Estudiantes de La Plata und Gimnasia y Esgrima La Plata. Die Estudiantes tragen ihre Heimspiele im Estadio Ciudad de La Plata aus. Heimspielstätte von Gimnasia y Esgrima La Plata ist das Estadio Juan Carmelo Zerillo.

## Verkehr
Die Straße Ruta Nacional 1 verbindet La Plata mit Buenos Aires. Der öffentliche Transport wird vor allem mit Bussen durchgeführt. Ferner gibt es Züge vom Bahnhof La Plata innerhalb der Stadt, in die angrenzende Hauptstadt Buenos Aires sowie in die Provinz (Ferrocarril General Roca).
Von 1884 bis 1966 verkehrte eine Straßenbahn. Im innerstädtischen Schienenpersonennahverkehr gibt es seit 2013 mit den Tren Universitario de La Plata eine aktuell rein innerstädtische Vorortbahn, welche den Bahnhof La Plata mit mehreren Einrichtungen der Universidad National de La Plata sowie dem Krankenhaus San Juan de Dios verbindet.
La Plata ist die einzige argentinische Provinzhauptstadt, die über keinen regulären Flughafen verfügt. Der Aeropuerto de La Plata wird nur von der Polizei sowie als Flugschule und für private Charterflüge genutzt. Die Flughäfen von Buenos Aires liegen rund 60 km entfernt.

## Söhne und Töchter der Stadt
- Ferrucio Calusio (1889–1983), Dirigent
- Mathilde Dolgopol de Sáez (1901–1957), Paläontologin
- Alejandro Scopelli (1908–1987), argentinisch-italienischer Fußballspieler und -trainer
- Emilio Antonio Dublanc (1911–1990), Komponist
- Francisco Varallo (1910–2010), Fußballspieler
- Raúl A. Ringuelet (1914–1982), Zoologe und Limnologe
- Jorge W. Ábalos (1915–1979), Lehrer, Entomologe, Arachnologe und Schriftsteller
- Ana Emilia Lahitte (1921–2013), Schriftstellerin
- René Favaloro (1923–2000), Kardiologe, Entwickler des Herz-Bypasses
- Rubén Elosegui (1925–1991), Bildhauer und Maler
- Martha Mercader (1926–2010), Schriftstellerin, Journalistin, Politikerin
- Hebe de Bonafini (1928–2022), Mitgründerin und ab 1979 Präsidentin der Menschenrechtsorganisation Madres de Plaza de Mayo
- Walter Behrends (1929–2005), Fußballspieler
- Arturo Rodenak (1931–2012), Fußballspieler
- Jorge Sobral (1931–2005), Tangosänger und Schauspieler
- Facundo Cabral (1937–2011), Sänger und Musiker
- Jorge López Ruiz (1935–2018), Jazzmusiker und Komponist
- Oscar López Ruiz (1938–2021), Jazzmusiker und Komponist
- Carlos Miguel Álvarez (* 1943), Radrennfahrer
- Zulma Brandoni de Gasparini (* 1944), Wirbeltier-Paläontologin
- Juan Ramón Verón (1944–2025), Fußballspieler
- Cristina Fernández de Kirchner (* 1953), Politikerin
- Claudia Tambussi (* 1959), Paläornithologin
- Adriana Albino (* 1960), Wirbeltier-Paläontologin
- Marta S. Fernández (* 1960), Wirbeltier-Paläontologin
- Leopoldo Brizuela (1963–2019), Schriftsteller
- Fabián Salvioli (* 1963), Rechtswissenschaftler, Hochschullehrer und Menschenrechtsexperte
- María Cecilia Villanueva (* 1964), Komponistin und Pianistin
- Dolores Albarracín (* 1965), Psychologin
- Guillermo Angaut (* 1965), Rugbyspieler
- Jorge Esteban González (* 1966), Weihbischof in La Plata
- Soledad Villamil (* 1969), Schauspielerin, Sängerin
- Christian Mazzuca (* 1970), Komponist und Maler
- Julia Desojo (* 1973), Wirbeltier-Paläontologin
- Martín Palermo (* 1973), Fußballspieler
- Gastón Mazzacane (* 1975), Automobilrennfahrer
- Carolina Acosta Hospitaleche (* 1975), Paläornithologin
- Juan Sebastián Verón (* 1975), Fußballspieler
- Agustín Alayes (* 1978), Fußballspieler
- Leandro Damián Cufré (* 1978), Fußballspieler
- Joaquín Drut (* 1978), theoretischer Physiker
- Luciano Martín Galletti (* 1980), Fußballspieler
- Facundo Bazzi (* 1982), Radrennfahrer
- Marcelo Adrián Carrusca (* 1983), Fußballspieler
- Sergio Parisse (* 1983), argentinisch-italienischer Rugbyspieler
- Germán Alecha (* 1985), Fußballspieler und -trainer
- Agustín Creevy (* 1985), Rugbyspieler
- Benjamín Rojas (* 1985), Schauspieler und Sänger
- Gaspar Páez (* 1986), Fußballspieler
- Luciano Aued (* 1987), Fußballspieler
- Nicolás Isasi (* 1987), Filmemacher, Opernregisseur und Autor
- Alejandro Kolevich (* 1988), Volleyballtrainer
- Sebastián Jaime (* 1989), Fußballspieler
- Marcos Rojo (* 1990), Fußballspieler
- Mercedes Lambre (* 1992), Schauspielerin, Sängerin
- Gerónimo Rulli (* 1992), Fußballtorhüter
- Juan Foyth (* 1998), Fußballspieler
- Tomás Martín Etcheverry (* 1999), Tennisspieler
- Thiago Agustín Tirante (* 2001), Tennisspieler

## Städtepartnerschaften
La Plata unterhält Städtepartnerschaften mit folgenden Städten:
- Anghiari, Italien, seit dem 18. November 1998
- Asunción, Paraguay, seit dem 20. Februar 1993
- Bologna, Italien, seit dem 23. November 1988
- Be’er Scheva, Israel, seit dem 18. April 1989
- Boulogne-sur-Mer, Frankreich, seit dem 6. Juli 2000
- Concepción, Chile, seit 1993
- Louisville, Kentucky, USA, seit 1994
- Maldonado, Uruguay, seit 1994
- Montevideo, Uruguay, seit 1994
- Porto Alegre, Brasilien, seit 1982
- Santa Ana de Coro, Venezuela
- Santa Cruz de la Sierra, Bolivien, seit 1994
- Curitiba, Brasilien
- Sucre, Bolivien, seit 2005
- Saragossa, Spanien, seit dem 12. Oktober 1990
- Chengdu, China
- Jiujiang, China
- Shenyang, China
- Tabarre, Haiti
- Zacatecas, Mexiko[10]